# Elisabeth Christine xứ Braunschweig-Wolfenbüttel
Elisabeth Christine xứ Braunschweig-Wolfenbüttel (sinh ngày 28 tháng 8 năm 1691 – mất ngày 21 tháng 12 năm 1750) là Công nữ của Công quốc Braunschweig-Wolfenbüttel, Hoàng hậu của Đế quốc La Mã, Vương hậu của Đức, Vương hậu của Bohemia và Hungary, Nữ bá tước của Áo, vợ của Hoàng đế Karl VI. Bà nổi tiếng nhờ vẻ đẹp thanh tú của mình và là mẹ của Maria Theresia của Áo. Bà còn là Hoàng hậu có thời gian tại vị lâu nhất trong lịch sử của Đế quốc La Mã.

## Cuộc đời
Elisabeth Christine là con đầu lòng trong số 3 đứa con gái của Ludwig Rudolf xứ Braunschweig-Wolfenbüttel và vợ là Christine Luise xứ Oettingen-Oettingen.
13 tuổi bà đính hôn với Karl (sau này là Hoàng đế La Mã Thần thánh), hôn nhân thông qua cuộc đàm phán giữa người ông Anton Ulrich xứ Braunschweig-Wolfenbüttel cùng với chị dâu của Karl là Hoàng hậu Wilhelmine Amalia. Cuộc hôn nhân ban đầu bị phản đối vì bà theo đạo Tin Lành thuộc Giáo hội Luther, cho đến khi bà đã cải đạo sang Công giáo La Mã. Mẹ chồng bà là Hoàng hậu Eleonore giới thiệu tôn giáo và dạy bà theo đạo Công giáo, bà cùng mẹ chồng hành hương đến Mariazell năm 1706. Đến ngày 1 tháng 5 năm 1707, bà được cải đạo tại Bamberg, Đức. Bà phải thề về việc cải đạo chứ không phải cách cải đạo bình thường như bà nghĩ. Trong ngày cưới, bà được cha và bác sĩ giải tội theo Dòng Tên, Karl yêu cầu kiểm tra y tế để chứng minh khả năng sinh sản của bà.

### Sống tại Tây Ban Nha
Vào thời điểm đám cưới, khi đó Karl đang chiến đấu giành ngai vàng Tây Ban Nha, ông có đối thủ lớn là Philippe đến từ Pháp, do thế ông phải sống tại Barcelona. Elisabeth Christine tới Tây Ban Nha vào tháng 7 năm 1708 và kết hôn vào ngày đầu tháng 8 cùng năm tại nhà thờ Santa María del Mar, Barcelona. Khi Felipe có một đứa con trai, Elisabeth Christine ngay lập tức mắc phải chuyện áp lực sinh con, còn phải là con trai. Trong thời gian bà ở Tây Ban Nha, mẹ bà nhiều lần gửi thư an ủi bà về chuyện áp lực sinh con.
Năm 1711, Karl tới Viên kế vị làm Hoàng đế, để bà ở lại Tây Ban Nha, ông bổ nhiệm bà làm Thống đốc Catalunya. Bà một mình cai trị Catalunya đến năm 1713, chiến tranh kết thúc và Felipe chiến thắng và được tất cả đồng minh Áo công nhận. Vai trò nhiếp chính của bà chỉ duy trì tinh thần của các thần dân Catalunya tiếp tục hướng về Karl nhưng Martino tuyên bố rằng bà thực sự cai trị hiệu quả hơn Karl trong thời kỳ trị vì của ông tại Tây Ban Nha, sau đó bà cùng chồng trở về Áo.

### Sống tại Áo

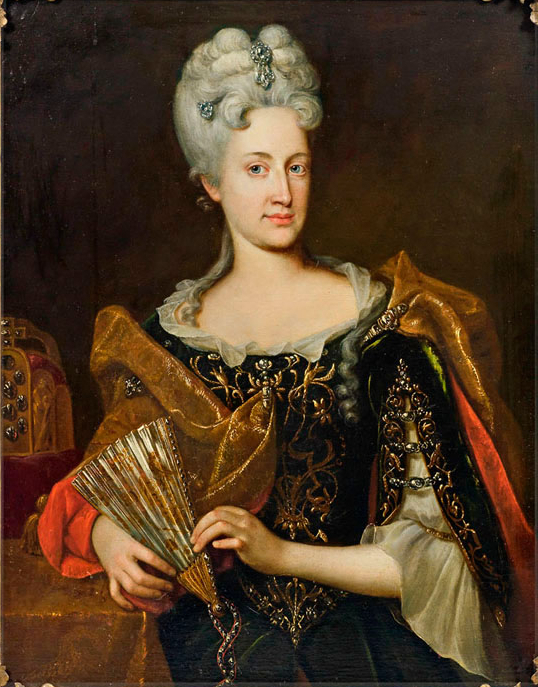
Hoàng hậu Elisabeth Christine năm 1720, họa phẩm của Frans van Stampart

Với tư cách là một hoàng hậu, Elisabeth Christine cũng như người tiền nhiệm của mình, bà có năng khiếu trong âm nhạc, có đầu óc sáng suốt, khiêm tốn và siêng năng và bà được coi là hoàn thành tốt vai trò đại diện của mình với tư cách là vương hậu cả trong nghi thức săn bắn của triều đình Tây Ban Nha và trên sân khấu cũng như những ngày sùng kính tôn giáo của pietas austriaca. Bà rất giỏi bắn súng và đã nhiều lần tham gia các trận đấu bắn súng, tham gia săn bắn trong khi. Có tin đồn rằng bà là một người theo đạo Tin Lành tiền điện tử, có thể vì bà là người bảo trợ cho những người theo chủ nghĩa Jansenist.
Karl VI không cho phép bà tham gia vào chính trị sau khi bà tới Áo năm 1713, nhưng bà vốn là một người thông minh và tự chủ, bà tự mình làm nên các mối quan hệ chính trị với các bộ trưởng, bà còn chủ động tham gia vào chính trị của riêng mình. Vào những năm 1720, bà dường như đã có một số ảnh hưởng trong hiệp ước với Sa hoàng Nga thông qua các mối quan hệ gia đình của bà ở miền Bắc nước Đức, bà đã liên minh với phe triều đình phản đối kế hoạch gả con gái của mình cho các thành viên hoàng gia Tây Ban Nha.
Cuộc hôn nhân của Elisabeth Christine dần trở nên kho khăn khi bà mắc phải áp lực sinh con trai thừa kế. Bà đã hòa thành điều này sau khi sinh được trưởng nam là Công tước Leopold John năm 1716 nhưng đứa trẻ qua đời khi mới 7 tháng tuổi. Được biết, bà gặp áp lực khi mọi chuyện trở nên căng thẳng và bản thân cũng bị dày vò, Karl VI ngày càng mất niềm tin vào bà. Ba năm sau khi kết hôn, các bác sĩ của tòa án kê một liều lượng lớn rượu mạnh để giúp bà dễ mang thai, rượu đã làm cho mặt bà trở nên đỏ hồng vĩnh viễn. Lúc bà mang thai năm 1725, Karl đã cố gắng để bà sinh con trai bằng cách trang trí phòng bà với mấy bức ảnh khiêu dâm nam giới để kích thích trí tưởng tượng của bà nhưng lại không thành công. Sau đó, các bác sĩ của tòa án đã kê một chế độ ăn uống phong phú để tăng khả năng sinh sản của bà thì lại khiến bà trở nên béo phì đến mức không thể đi lại cộng thêm các chứng khó thở, mất ngủ và cổ chướng và phải được hỗ trợ khi đi lại.

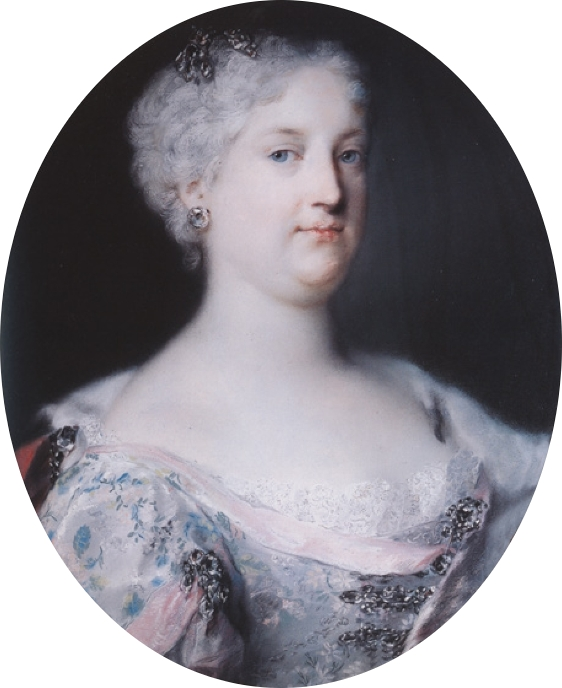
Hoàng hậu Elisabeth Christine năm 1730, họa phẩm của Rosalba Carriera

Mặc dù sức khỏe bị tàn phá bởi những đơn thuốc khác nhau để bà mang thai một đứa con trai khác, Karl VI rõ ràng đã quan tâm đến bà: ông tiếp tục gọi bà bằng cái tên thân mật White Liz, bày tỏ sự quan tâm chân thành trong nhật ký của ông về sức khỏe của bà và để lại cho bà một khoản tiền theo ý muốn của ông. Karl có một tình nhân trước khi kết hôn là nữ bá tước Althann từ năm 1711, mặc dù Althann không phải là tình nhân chính thức và đã kết hôn với một trong những bộ trưởng của ông, không lâu trước khi hoàng hậu đến, ông đã che giấu quan hệ này.
Elisabeth Christine rất hòa thuận với mẹ chồng, Hoàng hậu Eleonore và chị dâu Wilhelmine Amalia, ba vị hoàng hậu giúp đỡ lẫn nhau: Wilhelmine Amalia chăm sóc Elisabeth Christine khi bà bị bệnh đậu mùa, Elisabeth Christine đã chăm sóc Eleonore trong lần ốm cuối cùng.

### Thái hậu
Năm 1740, Karl VI qua đời, bà trở thành góa phụ. Vì là một góa phụ, bà không bao giờ nhận được khoản tiền lớn để lại cho mình theo ý muốn của Karl vì tình trạng khủng hoảng của nhà nước, nhưng con gái bà Maria Theresia đã cung cấp một cuộc sống thoải mái cho bà. Mặc dù quan điểm truyền thống cho rằng bà có mối quan hệ tốt đẹp với con gái mình là hoàng hậu, nhưng thực tế không có gì để xác nhận điều đó. Trong khi Maria Theresia được biết đến là người thoải mái thể hiện tình cảm của mình với những người mà cô chăm sóc, cô chưa bao giờ làm như vậy với mẹ mình; cô thường xuyên đến thăm mẹ, nhưng các cuộc thăm viếng mang tính chất trang trọng và trong quá trình tương tác, cô ấy đã cư xử đúng theo nghi thức của triều đình Tây Ban Nha. Năm 1747, đại sứ Phổ tuyên bố rằng bà hoạt động chính trị, "không làm dấy lên nghi ngờ rằng bà đang cố can thiệp"  vào các vấn đề chính trị. Elisabeth Christine qua đời tại Viên.

## Con cái
- Leopold Johann (13 tháng 4 năm 1716 – 4 tháng 9 năm 1716), mất sớm.
- Maria Theresia của Áo (13 tháng 5 năm 1717 - 29 tháng 11 năm 1780), Hoàng hậu La Mã Thần thánh, người cai trị vùng Habsburg.
- Maria Anna (26 tháng 9 năm 1718 - 16 tháng 12 năm 1744), Nữ Đại công tước của Hà Lan thuộc Áo trong vài tháng trước khi bà qua đời khi sinh con.
- Maria Amalia (5 tháng 4 năm 1724 - 19 tháng 4 năm 1730), mất sớm.

## Tổ tiên
| \| \| \| \| \| \| \| \| \| \| \| 8. Augustus the Younger, Công tước xứ Brunswick-Lüneburg \| \| \| \| \| \| \| \| \| \| \| \| \| \| \| \| \| \| \| \| \| \| \| \| \| \| \| \| \| \| \| \| \| \| \| \| \| \| \| \| \| \| \| \| \| \| \| \| \| \| \| 4. Anthony Ulrich, Công tước xứ Brunswick-Wolfenbüttel \| \| \| \| \| \| \| \| \| \| \| \| \| \| \| \| \| \| \| \| \| \| \| \| \| \| \| \| \| \| \| \| \| \| \| \| \| \| \| \| \| \| \| \| \| \| \| \| \| \| \| \| \| \| \| \| \| \| \| \| 9. Công chúa Dorothea xứ Anhalt-Zerbst \| \| \| \| \| \| \| \| \| \| \| \| \| \| \| \| \| \| \| \| \| \| \| \| \| \| \| \| \| \| \| \| \| \| \| \| \| \| \| \| \| \| \| \| \| \| \| \| \| \| \| \| \| \| \| \| \| \| \| \| 2. Louis Rudolph, Công tước xứ Brunswick-Lüneburg \| \| \| \| \| \| \| \| \| \| \| \| \| \| \| \| \| \| \| \| \| \| \| \| \| \| \| \| \| \| \| \| \| \| \| \| \| \| \| \| \| \| \| \| \| \| \| \| \| \| \| \| \| \| \| \| \| \| \| \| 10. Frederick, Công tước xứ Schleswig-Holstein-Sønderburg-Norburg \| \| \| \| \| \| \| \| \| \| \| \| \| \| \| \| \| \| \| \| \| \| \| \| \| \| \| \| \| \| \| \| \| \| \| \| \| \| \| \| \| \| \| \| \| \| \| \| \| \| \| \| \| \| \| \| \| \| \| \| 5. Anthony Ulrich, Công tước xứ Brunswick-Wolfenbüttel \| \| \| \| \| \| \| \| \| \| \| \| \| \| \| \| \| \| \| \| \| \| \| \| \| \| \| \| \| \| \| \| \| \| \| \| \| \| \| \| \| \| \| \| \| \| \| \| \| \| \| \| \| \| \| \| \| \| \| \| 11. Công chúa Eleanor xứ Anhalt-Zerbst \| \| \| \| \| \| \| \| \| \| \| \| \| \| \| \| \| \| \| \| \| \| \| \| \| \| \| \| \| \| \| \| \| \| \| \| \| \| \| \| \| \| \| \| \| \| \| \| \| \| \| \| \| \| \| \| \| \| \| \| 1. Elisabeth Christine of Brunswick-Wolfenbüttel \| \| \| \| \| \| \| \| \| \| \| \| \| \| \| \| \| \| \| \| \| \| \| \| \| \| \| \| \| \| \| \| \| \| \| \| \| \| \| \| \| \| \| \| \| \| \| \| \| \| \| \| \| \| \| \| \| \| \| \| 12. Joachim Ernest, Bá tước xứ Oettingen-Oettingen \| \| \| \| \| \| \| \| \| \| \| \| \| \| \| \| \| \| \| \| \| \| \| \| \| \| \| \| \| \| \| \| \| \| \| \| \| \| \| \| \| \| \| \| \| \| \| \| \| \| \| \| \| \| \| \| \| \| \| \| 6. Albert Ernest I, Hoàng tử xứ Oettingen-Oettingen \| \| \| \| \| \| \| \| \| \| \| \| \| \| \| \| \| \| \| \| \| \| \| \| \| \| \| \| \| \| \| \| \| \| \| \| \| \| \| \| \| \| \| \| \| \| \| \| \| \| \| \| \| \| \| \| \| \| \| \| 13. Bá tước phu nhân Anna Dorothea xứ Hohenlohe-Neuenstein \| \| \| \| \| \| \| \| \| \| \| \| \| \| \| \| \| \| \| \| \| \| \| \| \| \| \| \| \| \| \| \| \| \| \| \| \| \| \| \| \| \| \| \| \| \| \| \| \| \| \| \| \| \| \| \| \| \| \| \| 3. Công chúa Christine Louise xứ Oettingen-Oettingen \| \| \| \| \| \| \| \| \| \| \| \| \| \| \| \| \| \| \| \| \| \| \| \| \| \| \| \| \| \| \| \| \| \| \| \| \| \| \| \| \| \| \| \| \| \| \| \| \| \| \| \| \| \| \| \| \| \| \| \| 14. Eberhard III, Công tước xứ Württemberg \| \| \| \| \| \| \| \| \| \| \| \| \| \| \| \| \| \| \| \| \| \| \| \| \| \| \| \| \| \| \| \| \| \| \| \| \| \| \| \| \| \| \| \| \| \| \| \| \| \| \| \| \| \| \| \| \| \| \| \| 7. Công tước Christine Friederike xứ Württemberg \| \| \| \| \| \| \| \| \| \| \| \| \| \| \| \| \| \| \| \| \| \| \| \| \| \| \| \| \| \| \| \| \| \| \| \| \| \| \| \| \| \| \| \| \| \| \| \| \| \| \| \| \| \| \| \| \| \| \| \| 15. Anna Katharina của Salm-Kyrburg \| \| \| \| \| \| \| \| \| \| \| \| \| \| \| \| \| \| \| \| \| \| \| \| \| \| \| \| \| \| \| \| \| \| \| \| \| \| \| \| \| \| \| |                                                                   |  |  |  |  |  |  |  |  |                                                          |  |  |  |
| |                                                                   |  |  |  |  |  |  |  |  | 8. Augustus the Younger, Công tước xứ Brunswick-Lüneburg |  |  |  |
| |                                                                   |  |  |  |  |  |  |  |  |                                                          |  |  |  |
| |                                                                   |  |  |  |  |  |  |  |  |                                                          |  |  |  |
| |                                                                   |  |  |  |  |  |  |  |  |                                                          |  |  |  |
| | 4. Anthony Ulrich, Công tước xứ Brunswick-Wolfenbüttel            |  |  |  |  |  |  |  |  |                                                          |  |  |  |
| |                                                                   |  |  |  |  |  |  |  |  |                                                          |  |  |  |
| |                                                                   |  |  |  |  |  |  |  |  |                                                          |  |  |  |
| |                                                                   |  |  |  |  |  |  |  |  |                                                          |  |  |  |
| | 9. Công chúa Dorothea xứ Anhalt-Zerbst                            |  |  |  |  |  |  |  |  |                                                          |  |  |  |
| |                                                                   |  |  |  |  |  |  |  |  |                                                          |  |  |  |
| |                                                                   |  |  |  |  |  |  |  |  |                                                          |  |  |  |
| |                                                                   |  |  |  |  |  |  |  |  |                                                          |  |  |  |
| | 2. Louis Rudolph, Công tước xứ Brunswick-Lüneburg                 |  |  |  |  |  |  |  |  |                                                          |  |  |  |
| |                                                                   |  |  |  |  |  |  |  |  |                                                          |  |  |  |
| |                                                                   |  |  |  |  |  |  |  |  |                                                          |  |  |  |
| |                                                                   |  |  |  |  |  |  |  |  |                                                          |  |  |  |
| | 10. Frederick, Công tước xứ Schleswig-Holstein-Sønderburg-Norburg |  |  |  |  |  |  |  |  |                                                          |  |  |  |
| |                                                                   |  |  |  |  |  |  |  |  |                                                          |  |  |  |
| |                                                                   |  |  |  |  |  |  |  |  |                                                          |  |  |  |
| |                                                                   |  |  |  |  |  |  |  |  |                                                          |  |  |  |
| | 5. Anthony Ulrich, Công tước xứ Brunswick-Wolfenbüttel            |  |  |  |  |  |  |  |  |                                                          |  |  |  |
| |                                                                   |  |  |  |  |  |  |  |  |                                                          |  |  |  |
| |                                                                   |  |  |  |  |  |  |  |  |                                                          |  |  |  |
| |                                                                   |  |  |  |  |  |  |  |  |                                                          |  |  |  |
| | 11. Công chúa Eleanor xứ Anhalt-Zerbst                            |  |  |  |  |  |  |  |  |                                                          |  |  |  |
| |                                                                   |  |  |  |  |  |  |  |  |                                                          |  |  |  |
| |                                                                   |  |  |  |  |  |  |  |  |                                                          |  |  |  |
| |                                                                   |  |  |  |  |  |  |  |  |                                                          |  |  |  |
| | 1. Elisabeth Christine of Brunswick-Wolfenbüttel                  |  |  |  |  |  |  |  |  |                                                          |  |  |  |
| |                                                                   |  |  |  |  |  |  |  |  |                                                          |  |  |  |
| |                                                                   |  |  |  |  |  |  |  |  |                                                          |  |  |  |
| |                                                                   |  |  |  |  |  |  |  |  |                                                          |  |  |  |
| | 12. Joachim Ernest, Bá tước xứ Oettingen-Oettingen                |  |  |  |  |  |  |  |  |                                                          |  |  |  |
| |                                                                   |  |  |  |  |  |  |  |  |                                                          |  |  |  |
| |                                                                   |  |  |  |  |  |  |  |  |                                                          |  |  |  |
| |                                                                   |  |  |  |  |  |  |  |  |                                                          |  |  |  |
| | 6. Albert Ernest I, Hoàng tử xứ Oettingen-Oettingen               |  |  |  |  |  |  |  |  |                                                          |  |  |  |
| |                                                                   |  |  |  |  |  |  |  |  |                                                          |  |  |  |
| |                                                                   |  |  |  |  |  |  |  |  |                                                          |  |  |  |
| |                                                                   |  |  |  |  |  |  |  |  |                                                          |  |  |  |
| | 13. Bá tước phu nhân Anna Dorothea xứ Hohenlohe-Neuenstein        |  |  |  |  |  |  |  |  |                                                          |  |  |  |
| |                                                                   |  |  |  |  |  |  |  |  |                                                          |  |  |  |
| |                                                                   |  |  |  |  |  |  |  |  |                                                          |  |  |  |
| |                                                                   |  |  |  |  |  |  |  |  |                                                          |  |  |  |
| | 3. Công chúa Christine Louise xứ Oettingen-Oettingen              |  |  |  |  |  |  |  |  |                                                          |  |  |  |
| |                                                                   |  |  |  |  |  |  |  |  |                                                          |  |  |  |
| |                                                                   |  |  |  |  |  |  |  |  |                                                          |  |  |  |
| |                                                                   |  |  |  |  |  |  |  |  |                                                          |  |  |  |
| | 14. Eberhard III, Công tước xứ Württemberg                        |  |  |  |  |  |  |  |  |                                                          |  |  |  |
| |                                                                   |  |  |  |  |  |  |  |  |                                                          |  |  |  |
| |                                                                   |  |  |  |  |  |  |  |  |                                                          |  |  |  |
| |                                                                   |  |  |  |  |  |  |  |  |                                                          |  |  |  |
| | 7. Công tước Christine Friederike xứ Württemberg                  |  |  |  |  |  |  |  |  |                                                          |  |  |  |
| |                                                                   |  |  |  |  |  |  |  |  |                                                          |  |  |  |
| |                                                                   |  |  |  |  |  |  |  |  |                                                          |  |  |  |
| |                                                                   |  |  |  |  |  |  |  |  |                                                          |  |  |  |
| | 15. Anna Katharina của Salm-Kyrburg                               |  |  |  |  |  |  |  |  |                                                          |  |  |  |
| |                                                                   |  |  |  |  |  |  |  |  |                                                          |  |  |  |
| |                                                                   |  |  |  |  |  |  |  |  |                                                          |  |  |  |